# Núi La Hiên
Rặng núi La Hiên thuộc dãy Trường Sơn, ở địa phận xã Phú Mỡ, huyện Đồng Xuân, có độ cao trên 1.318 mét so với mặt nước biển, nhìn từ xa La Hiên như một mái nhà doi ra chắn gió mưa. Núi La Hiên nằm ở toạ độ 12°25′57″B 108°52′37″Đ / 12,4325°B 108,87694°Đ. Rặng núi La Hiên nằm kề bên thị trấn La Hai huyện Đồng Xuân, tỉnh Phú Yên có độ cao trên 1300 mét so với mặt nước biển. Trên rặng La Hiên có 2 hòn núi nhỏ mà dân trong vùng gọi là Hòn Ông và Hòn Bà. Các thành phố lân cận núi La Hiên là Thành phố Quy Nhơn, Thành phố Nha Trang, Thành phố Cam Ranh.

## Lịch sử
Rặng La Hiên xưa kia là nơi Nguyễn Hào Sự dùng làm căn cứ luyện tập binh sĩ, đồng thời là chiến lũy chống Pháp rất vững chắc, bởi trước mặt là dòng sông Cái (hạ lưu của sông Trà Bương, Cà Bương) ba bên là núi rừng trùng điệp. Pháp đã nhiều lần mang quân tấn công, nhưng tất thảy đều bị ngăn chặn khiến họ mất nhiều lính nhưng cuối cùng Pháp vẫn đàn áp thành công cuộc khởi nghĩa của Nguyễn Hào Sự. Ông Phan Lưu Thanh thành lập chi bộ Đảng Cộng sản Việt Nam đầu tiên của Phú Yên tại núi La Hiên.

## Truyền thuyết
Khi Nguyễn Hào Sự cùng nghĩa binh thất bại thì quân đội Pháp đã tiến hành xây dựng cứ điểm quân sự trên núi, dân trong vùng gọi là thành Bồ. Trong quá trình xây dựng, Pháp huy động dân địa phương và tù binh khiêng những tảng đá lớn từ chân núi lên nhưng khi lên được tới lưng chừng núi thì trời bỗng tối sầm lại khiến các dân công và chỉ huy Pháp không thể tìm thấy đường đi nữa. Khi họ bỏ cuộc đi xuống khỏi núi thì trời bỗng nhiên bừng sáng trở lại.
Sau hàng chục lần khiêng đá lên núi không thành, người Pháp đành cho xây 4 trụ đá quanh hòn Ông và cho trồng bồ lên chính giữa 4 trụ nhằm yểm tướng, làm cho hào kiệt nước Nam mất nhuệ khí, không còn sức phản kháng chống lại họ. Khi vừa mới xây xong, trời đang nắng bỗng tối sầm lại và mưa lớn làm nghiêng ngả các cột trụ đá. Gió to lại nổi lên làm cuộn bay chiếc bồ, đá lăn từ trên núi xuống rất nhiều khiến lính Pháp bỏ chạy tán loạn.
Mấy ngày sau, người Pháp lại kéo binh lính lên núi La Hiên đóng quân, nhưng trưa đó trời bỗng nổi cơn cuồng phong kéo họ lăn xuống chân núi, cờ Pháp bị gió thổi biến mất trong rừng sâu. Họ đành bỏ cuộc, thôi không lên đóng quân trên núi nữa, nhưng lại bố trí đồn binh chung quanh chân núi. Đêm đến, những lúc tối trời, khi vừa mới canh hai thì có hàng đoàn binh sĩ nước Nam với gươm giáo, súng hỏa mai bước đi rầm rập, hô vang "xung phong" khiến người Pháp phải bao phen kinh hoàng. Hiện tượng này cứ lặp lại mãi đến nỗi họ phải cho dời trại binh đóng ra xa hơn.